# Луїс Мануель Сейхас
Луїс Мануель Сейхас (ісп. Luis Seijas, нар. 23 червня 1986, Валенсія) — венесуельський футболіст, півзахисник клубу «Інтернасьйонал».
Виступав, зокрема, за клуб «Банфілд», а також національну збірну Венесуели.

## Клубна кар'єра
Народився 23 червня 1986 року в місті Валенсія. Вихованець футбольної школи клубу «Каракас». Професійну футбольну кар'єру розпочав 2003 року в основній команді того ж клубу, в якій провів два сезони, відігравши в основі лише 1 матч чемпіонату.
2005 року приєднався до клубу «Банфілд». Відіграв за команду з околиці Банфілда наступні два сезони своєї ігрової кар'єри.
Згодом з 2007 по 2016 рік грав у складі команд клубів «Депортіво Тачира», «Санта-Фе», «Стандард» (Льєж) та «Депортіво Кіто».
До складу клубу «Інтернасьйонал» приєднався 2016 року.

## Виступи за збірну
2006 року дебютував в офіційних матчах у складі національної збірної Венесуели. Наразі провів у формі головної команди країни 64 матчі, забивши 2 голи.
У складі збірної був учасником Кубка Америки 2011 року в Аргентині, Кубка Америки 2015 року у Чилі, Кубка Америки 2016 року у США.

## Статистика виступів

### Статистика клубних виступів
Станом на 29 травня 2016.
| Команда            | Сезон             | Чемпіонат | Чемпіонат | Національний кубок | Національний кубок | Континентальні кубки | Континентальні кубки | Усього | Усього |
| Команда            | Сезон             | Ігор      | Голів     | Ігор               | Голів              | Ігор                 | Голів                | Ігор   | Голів  |
| ------------------ | ----------------- | --------- | --------- | ------------------ | ------------------ | -------------------- | -------------------- | ------ | ------ |
| «Банфілд»          | 2005–06           | 0         | 0         | 0                  | 0                  | 0                    | 0                    | 0      | 0      |
| «Банфілд»          | 2006–07           | 4         | 0         | 0                  | 0                  | 0                    | 0                    | 4      | 0      |
| «Банфілд»          | Разом             | 4         | 0         | 0                  | 0                  | 0                    | 0                    | 4      | 0      |
| «Депортіво Тачира» | 2007–08           | 16        | 4         |                    |                    | 0                    | 0                    | 16     | 4      |
| «Депортіво Тачира» | Разом             | 16        | 4         |                    |                    | 0                    | 0                    | 16     | 4      |
| «Санта-Фе»         | 2008              | 40        | 5         |                    |                    | 0                    | 0                    | 40     | 5      |
| «Санта-Фе»         | 2009              | 24        | 3         |                    |                    | 0                    | 0                    | 24     | 3      |
| «Санта-Фе»         | 2010              | 25        | 5         |                    |                    | 5                    | 1                    | 30     | 6      |
| «Санта-Фе»         | 2011              | 13        | 1         | 2                  | 0                  | 1                    | 0                    | 16     | 1      |
| «Санта-Фе»         | Разом             | 103       | 14        | 2                  | 0                  | 6                    | 1                    | 111    | 15     |
| «Стандард» (Льєж)  | 2011–12           | 28        | 4         | 4                  | 1                  | 8                    | 2                    | 40     | 7      |
| «Стандард» (Льєж)  | 2012–13           | 18        | 3         | 0                  | 0                  | 0                    | 0                    | 18     | 3      |
| «Стандард» (Льєж)  | Разом             | 46        | 7         | 4                  | 1                  | 8                    | 2                    | 58     | 10     |
| «Депортіво Кіто»   | 2013              | 6         | 0         | 0                  | 0                  | 0                    | 0                    | 6      | 0      |
| «Депортіво Кіто»   | Разом             | 6         | 0         | 0                  | 0                  | 0                    | 0                    | 6      | 0      |
| «Санта-Фе»         | 2014              | 35        | 3         | 8                  | 1                  | 4                    | 0                    | 47     | 4      |
| «Санта-Фе»         | 2015              | 21        | 3         | 7                  | 1                  | 17                   | 1                    | 45     | 5      |
| «Санта-Фе»         | 2016              | 14        | 7         | 0                  | 0                  | 8                    | 0                    | 22     | 7      |
| «Санта-Фе»         | Разом             | 70        | 13        | 15                 | 2                  | 29                   | 1                    | 114    | 16     |
| Усього за кар'єру  | Усього за кар'єру | 245       | 38        | 21                 | 3                  | 43                   | 4                    | 309    | 45     |

## Голи в національній збірній
| №  | Дата           | Місце проведення                                         | Суперник | Гол | Результат | Турнір            |
| -- | -------------- | -------------------------------------------------------- | -------- | --- | --------- | ----------------- |
| 1. | 23 травня 2012 | Полідепортіво Качамей, Пуерто-Ордас, Венесуела           | Молдова  | 1–0 | 4–0       | товариський матч  |
| 2. | 11 жовтня 2013 | Полідепортіво де Пуебло Нуево, Сан-Кристобаль, Венесуела | Парагвай | 1–1 | 1–1       | Відбір до ЧС 2014 |

## Титули і досягнення
- Чемпіон Колумбії (1): 2014Ф
- Володар Кубка Колумбії (1): 2009
- Володар Південноамериканського кубка (1): 2015
- Переможець Суперліги Колумбії (1): 2015